# Slepá forma
Slepá forma (také jinak ztracená forma nebo blindka) je jednorázová sádrová forma, která slouží k reprodukci výtvarného díla vytvořeného z měkkého materiálu do odolnějšího materiálu jako je sádra, beton nebo pryskyřice.
Tato forma se snímá převážně z hliněného modelu nebo z modelu z jiného měkkého materiálu, jako je např. plastelína nebo vosk. Pomocí dělicích plíšků zapíchnutých do modelu se rozdělí model na co nejmenší počet klínů, aby se co nejméně zdeformoval. Potom se nanese dostatečně silná vrstva sádry a forma je hotová. Forma se po vylití nebo vydusání oseká dlátem, čímž se zničí. Zhotovení slepé formy je zdánlivě jednoduché, složitější tvary by však měl formovat zkušený štukatér.